# Calumma tarzan
Calumma tarzan ("Tarzans kameleont") är en art inom familjen kameleonter. Den beskrevs först 2010 av Gehring, Pabijan, Ratsoavina, J. Köhler, Vences och Glaw.
IUCN kategoriserar arten som akut hotad. Den förekommer endast i två mindre bergsområden i Alaotra Mangororegionen i östra Madagaskar, på cirka 800 meters höjd över havet.

## Upptäckt och etymologi
Kameleonten upptäcktes 2009, i ett skogsområde i östra Madagaskar. Året efter fick den sin första beskrivning som en ny djurart.
Artnamnet tarzan är en hyllning till den litterära skogslevande figuren Tarzan, skapad av Edgar Rice Burroughs. Upptäckarna, inklusive biologen Philip-Sebastian Gehring från det tekniska universitetet i tyska Braunschweig, ansåg att kopplingen till den skogslevande "apmannen" kunde passa en utrotningshotad kameleont. Calumma tarzan upptäcktes i ett skogsområde som lokalt kallas för "Tarzanskogen" och nära en by som tidigare gått under namnet Tarzanville (numera benämnd Ambodimeloka).

## Biologi och hot
Den här djurarten har en platt, spadliknande nos som enligt experterna är unik bland kameleonter. Den är cirka 13 cm lång.
Calumma tarzan lever i skogsmiljöer, och mängden individer är stadd i minskning. Hoten mot djurarten är jordbruk, gruvnäring och minskning av skogsytan i området. Skogsavverkningen i området de senaste decennierna har gjort att skogarna i området minskat avsevärt i yta och numera är isolerade från varandra.
Skogsområdena som den här arten bor i täcker tillsammans endast cirka 10 kvadratkilometer. Vid inventeringen 2009 i ett av dessa isolerade skogspartier räknades till cirka 60 individer.